# 岡田中村
岡田中村（おかだなかむら）は、京都府加佐郡にあった村。現在の舞鶴市の北西部、由良川の左岸、岡田川の流域にあたる。

## 地理
- 山岳：赤岩山、由良ヶ岳（2ヶ所）
- 河川：由良川、岡田川

## 歴史
- 1889年（明治22年）4月1日 - 町村制の施行により、西方寺村・富室村・上漆原村・下漆原村・長谷村・河原村・岡田由里村・下見谷村の区域をもって発足。
- 1955年（昭和30年）4月20日 - 岡田上村・岡田下村・八雲村・神崎村と合併して加佐町が発足。同日岡田中村廃止。

## 交通

### 道路
- 国道175号